# La Périchole
La Périchole (der deutsche Titel „Die Straßensängerin“ wird selbst im deutschsprachigen Raum kaum noch verwendet) ist eine Operette (opéra-bouffe) in drei Akten (vier Bildern) von Jacques Offenbach. Das Libretto schrieben Henri Meilhac und Ludovic Halévy in Anlehnung an die historische Liaison zwischen Manuel de Amat y Juniet, 1761 bis 1776 Vizekönig von Peru und seiner Maitresse, der Schauspielerin La Perricholi, mit bürgerlichem Namen Micaela Villegas (1748–1819). Uraufführung war am 6. Oktober 1868 am Théâtre des Variétés in Paris. Dabei brillierte Offenbachs Lieblingssängerin Hortense Schneider wieder einmal in der Titelrolle.

## Orchester
Zwei Flöten, eine Oboe, zwei Klarinetten, ein Fagott, zwei Hörner, zwei Trompeten, eine Posaune, Schlagwerk und Streicher

## Handlung

### Erster Akt
Bild: Hauptplatz von Lima
Vor der „Schenke zu den drei Cousinen“ feiert eine Menschenmenge den Geburtstag von Andrès de Ribeira, dem Vizekönig von Peru. Weil dieser sich brennend dafür interessiert, wie die gewöhnlichen Leute so über ihn denken, hat er sich inkognito unter das Volk begeben.
Das Straßensängerpaar Périchole und Piquillo betritt den Platz und versucht, mit seiner Kunst den Leuten etwas Kleingeld zu entlocken. Doch bevor die beiden zum Sammeln kommen, stehlen ihnen einige Akrobaten die Schau. Während Piquillo beabsichtigt, an einer anderen Stelle noch einmal sein Glück zu versuchen, fallen Périchole vor Müdigkeit die Augen zu. Der Vizekönig entdeckt die Schlafende und ist von ihrer Schönheit entzückt. Sofort hegt er den Entschluss, um ihre Gunst zu werben. Als sie erwacht, bietet er ihr eine Stelle als Ehrendame in seinem Palast an. Périchole wittert die Gelegenheit, sich endlich einmal wieder satt essen zu können, und nimmt das Angebot an. Ihrem Liebsten schreibt sie einen Abschiedsbrief, den sie an ihrer Schlafstatt zurücklässt.
Bürgermeister Pedro de Hinoyosa und Graf Miguel de Panatellas, der oberste Kammerherr, sind ebenfalls bei dem Fest zugegen. Der Vizekönig beauftragt seinen Kammerherrn, nach einem Ehemann für seine neue Hausdame zu suchen, weil die Etikette es verbietet, ledige Damen als Personal bei Hofe einzustellen. Dem Bürgermeister befiehlt er, sich nach einem Notar umzuschauen, der bereit ist, innerhalb von zwei Stunden die Eheschließung zu vollziehen.
Nachdem Piquillo Péricholes Abschiedsbrief gelesen hat, setzt er sein ganzes Geld in Alkohol um. In betrunkenem Zustand wird er von dem Kammerherrn entdeckt. Dieser glaubt, in ihm den Richtigen für Péricholes Heirat gefunden zu haben. Weil Piquillo gerade alles egal ist, braucht er auch nicht lange überredet zu werden. Ein Problem dürfte nach Ansicht des Kammerherrn lediglich werden, Périchole von der Notwendigkeit einer Hochzeit zu überzeugen. Aber in diesem Punkt irrt Miguel de Panatellas; denn das Mädchen erkennt natürlich ihren Geliebten und ist sofort bereit, ihn zu ehelichen. Piquillo allerdings ist so betrunken, dass er nicht merkt, wer seine Angetraute ist.

### Zweiter Akt
Bild: Palast des Vizekönigs
Tags darauf tratschen vier Hofdamen mit Marquis de Tarapote, dem Kanzler, über die jüngste Eroberung ihres Herrn. Piquillo kommt hinzu und will wissen, wie er in den Palast gekommen ist, denn er hat eine Erinnerungslücke. Jetzt erfährt er, was gestern geschehen ist: Er soll der Ehemann einer ihm völlig Unbekannten sein, die sich der Vizekönig als Gespielin hält. Die Hofdamen treiben ein böses Spiel mit ihm, indem sie ihn der Lächerlichkeit preisgeben. Als dann auch noch Périchole am Hofe offiziell vorgestellt wird, fühlt er sich betrogen. Er rastet aus und wirft Périchole vor den Augen des Vizekönigs zu Boden. Aber sogleich wird er ergriffen und hinter Schloss und Riegel verfrachtet.

### Dritter Akt
Bild: Im Kerker
Der Fußboden öffnet sich. Heraus steigt ein alter Mann. Zwölf Jahre lang hat er sich mit einem einfachen Federmesser von einer Zelle in die andere gebohrt. Er stellt sich darauf ein, in den nächsten zwölf Jahren eine weitere Wand zu durchbohren. Als er Geräusche hört, verschwindet er, wie er gekommen ist.
Périchole hat erreicht, dass sie ihren Ehemann im Gefängnis besuchen darf. Erst glaubt Piquillo, Périchole wolle ihn verspotten, aber bald muss er erkennen, dass sie ihn, nur ihn, aufrichtig liebt. Sie hat sogar vor, ihn mit Hilfe des Schließers zu befreien. Dieser aber entpuppt sich als der verkleidete Vizekönig. Die Folge ist, dass Périchole nun ebenfalls im Kerker schmachten darf. Kaum hat der Vizekönig die Zelle verlassen, steigt erneut der alte Gefangene von unten herauf. Mit einem verführerischen Gesang ruft Périchole Don Andrès in den Kerker zurück. Die drei Gefangenen überrumpeln ihn und können fliehen.
Bild: Hauptplatz von Lima
Die drei entkommenen Häftlinge haben Zuflucht in der „Schenke zu den drei Cousinen“ gefunden. Zwar glauben sie sich hier sicher, doch des Vizekönigs Häscher sind ihnen schon auf den Fersen. Als die drei Cousinen ein Walzerlied singen, taucht Don Andrès de Ribeira selbst auf. Périchole und Piquillo – nichts davon ahnend –  betreten in ihrer Straßensängerkluft den Platz, gefolgt von dem alten Gefangenen. Sie stimmen ein Lied über ihr Schicksal im Kerker an. Dabei wird der Vizekönig als Menschenfreund verklärt. Als sich dann auch noch herausstellt, dass der alte Gefangene der schon lange vermisste Marquis de Satarem ist, bleibt Don Andrès nichts anderes mehr übrig, als Großmut walten zu lassen. Er erklärt sogar, dass Périchole allen Schmuck, mit dem er sie gestern noch „kaufen“ wollte, behalten darf. Nun haben Périchole und Piquillo ausgesorgt und können miteinander eine glückliche Ehe führen.

## Tonträger
- Gesamtaufnahme mit Régine Crespin, Alain Vanzo, Jules Bastin, Gerard Friedmann, Jacques Trigeau, Aime Besancon, Paul Guigue, Rebecca Roberts, Eva Saurova, Germaine Baudoz, Ine Meister, Chor der Opéra du Rhin und dem Philharmonischen Orchester von Straßburg unter der Leitung von Alain Lombard, ERATO 1977.
- DVD-Gesamtaufnahme mit Maria Ewing, Neil Rosenshein, Gabriel Bacquier, Chor und Orchester du Grand Théatre de Génève unter der Leitung von Marc Soustrot, Inszenierung: Jerome Savary, The Better Music 1982.
- Gesamtaufnahme mit Teresa Berganza, José Carreras, Gabriel Bacquier, Chor und Orchester du Capitole de Toulouse unter der Leitung von Michel Plasson, EMI 1991.
- Gesamtaufnahme in deutscher Übersetzung von Peter Ensikat mit Sabine Brohm, Ralf Simon, Gerd Wiemer, Bernd Könnes, Marcus Günzel, Jessica Glatte, Elke Kottmair, Chor und Orchester der Staatsoperette Dresden unter der Leitung von Ernst Theis, jpc 2013.
- Gesamtaufnahme mit Aude Extrémo, Stanislas de Barbeyrac, Alexandre Duhamel, Éric Huchet, Marc Mauillon, Enguerrand de Hys, François Pardailhé, Olivia Doray, Julie Pasturaud, Mélodie Ruvio, Adriana Bignagni Lesca, Jean Sclavis, Chor der Opéra National de Bordeaux und Les Musiciens du Louvre unter der Leitung von Marc Minkowski, Bru Zane Label 2019.